# Sertularella agulhenis
Sertularella agulhenis is een hydroïdpoliep uit de familie Sertulariidae. De poliep komt uit het geslacht Sertularella. Sertularella agulhenis werd in 1964 voor het eerst wetenschappelijk beschreven door Millard. 